# Љешка лига
Љешка лига (2. март 1444. — око 1450) је био савез албанских и српских племића из 15. века у чијем саставу су били припадници породица Балшић, Кастриоти, Топија, Захарија, Мусаши, Црнојевића и Спанија.

## Историја
Након смрти српског цара Душана (1355), магнати у Албанији оснивају своје доминионе. Када су османске снаге започеле са освајањем Албаније, суочиле су се са мноштвом малих кнежевина које су биле и међусобно зараћене. Прву битку у данашњој Албанији Турци су водили са Балшом II на Саурском пољу (1385) код Берата. Битка је завршена поразом и погибијом Балше чиме је уништена моћ Балшића. Османлије у 15. веку без већих проблема намећу своју власт хришћанским владарима на Балкану. Хришћански владари били су и међусобно зараћени. Грађански рат између Лазаревића и Бранковића спречио је Стефана Лазаревића да се умеша у грађански рат у Османском царству који је избио након заробљавања Бајазита у Бици код Ангоре. Након завршетка грађанског рата, снаге Мехмеда I заузимају Кроју којом су до 1415. године владали чланови породице Топија. Берат, Канина и Влора падају до 1418. године. До тада овим градовима владају припадници породице Зеневиши. Албански великаши се окупљају под претњом Османлија и Млетачке републике. Побуне против турске власти избијају између 1429. и 1435. године. Скендербег је 1443. године заузео Кроју и прогласио је независност од турског султана.
Савез албанских племића основан је 2. марта 1444. године од стране: Леке Захарије (господара Дања и Сатија), његових вазала Павла и Николе Дукађинија, Петра Спанија (господара Дришта), Леке Душманија (господара Малог Пулта), Ђорђа Стреза Балшића и његове браће Јована Стреза Балшића и Гојка Балшића (господара Мизије, између Кроје и Љеша), Андреа Топије (господара области између Драча и Тиране), његовог нећака Тануша Топије, Ђорђа Аријанита Комнина, Теодора Короне Мусашија и Стефана Црнојевића (господара Горње Зете).
За вођу Љешке лиге изабран је Скендербег. Лига је располагала са око 8000 наоружаних војника. Скендербег као вођа лиге није имао права да се меша у политику чланова лиге. Деловао је само као врховни војни командант. Лига је ступила у вазалан однос према Алфонсу V Арагонском. Лига је деловала до 1450. године када, након одласка Петра Спанија и Јована Душманија, као и напуштања Аријанита и Дукађинија, склапа мир са турским султаном. Чланови Љешке лиге окренули су се против Скендербега. Скендербег је наставио борбу против Турака све до своје смрти 1468. године. Након тога су Турци лако покорили албанију. Тиме, међутим, није угушен отпор против турске власти. Коначним освајањем Скадра у рату против Млетачке републике освајање Албаније је окончано (1479). Млечани су Скадар уступили Турцима мировним споразумом из 1479. године.

## Битке Љешке лиге
- Битка код Торвиола
- Битка код Мокре планине
- Битка код Отонете
- Албанско-млетачки рат
- Битка на Дрину
- Битка на Оранику (1448)
- Опсада Светиграда
- Опсада Кроје (1450)